# Tratado Webster-Ashburton
El Tratado Webster-Ashburton es un tratado que resolvió varios problemas de límites entre los Estados Unidos y las colonias británicas en Norteamérica. El tratado se firmó el 9 de agosto de 1842. 
El tratado en especial resolvió una disputa sobre la posición de la frontera Maine-Nuevo Brunswick. Asimismo determinó los detalles de la frontera entre el Lago Superior y el Lago de los Bosques, originalmente definida en el Tratado de Versalles (1783); confirmó la ubicación de la frontera (en el paralelo 49) en la frontera oeste hasta las Montañas Rocosas, originalmente definida por el Tratado de 1818; el tratatdo establecía la terminación del comercio de esclavos en alta mar, tema que ambos países signatarios se comprometían a hacer cumplir; y acordaba las condiciones para el uso compartido de los Grandes Lagos.
El tratado fue firmado por el Secretario de Estado de Estados Unidos, Sr. Daniel Webster, y el Consejero Privado del Reino Unido, Alexander Baring, primer barón de Ashburton. 